# Trutz Tilly
Trutz Tilly, auch als Trotz Tilly bezeichnet, war eine Schanze in der Kreuzhorst bei Magdeburg während des Dreißigjährigen Kriegs.

## Lage
Sie befand sich südlich der Einmündung der Dornburger Alten Elbe in die Elbe im Bereich des sogenannten Rehbergs. In den 1930er Jahren wurde die Stelle der Schanze als heutiger Rehberg am Wiesenweg zwischen Salbker Fähre und Luisenthal beschrieben. Die Schanze zog sich von der Elbe bis zum Rehberg und dann im stumpfen Winkel in das dortige Wiesengelände.

## Geschichte
Der Bau der Schanze erfolgte durch die Stadt Magdeburg im Zusammenhang der Belagerung der Stadt durch Tilly im Jahr 1631. Im Zuge der Vorbereitung der Verteidigung der Stadt gegen die kaiserlich/katholischen Truppen ließ der schwedische Kommandant Dietrich von Falkenberg südöstlich der Stadt drei Schanzen anlegen. Neben Trutz Tilly war dies die östlich von Pechau gelegene Trutz Pappenheim und der in der Kreuzhorst gelegene Magdeburger Succurs. Die Schanzen dienten unter anderem dazu den Schiffsverkehr auf der Elbe unbeeinträchtigt durch feindliche Streifen sicherzustellen. Die Benennung stellt sich als Provokation gegen den gegnerischen Feldherr Johann t’Serclaes von Tilly dar, da Trutz so viel wie Widerstand oder Gegenwehr bedeutet.
Trutz Tilly hatte eine Besatzung von 80 Mann. Kommandant war Capitän Böse.
Mit dem Eintreffen der feindlichen Hauptstreitmacht wurde die Lage dieser weit ab der eigentlichen Stadtbefestigung gelegenen Schanzen jedoch unhaltbar, da es eine ständige Verbindung zur Stadt nicht gab. Ab dem 9. April 1631 griffen Truppen Pappenheims Trutz Pappenheim und Magdeburger Succurs an und nahmen die Schanzen unter Verlusten ein. Dabei wurden fast alle Verteidiger getötet.
An Trutz Tilly schlichen sich die Pappenheimer Truppen so leise an, dass die Hunde nicht erwachten. Die Angreifer griffen dann unter lautem Kriegsgeschrei von einem kleinen Wäldchen aus Richtung Prester an. Die Magdeburger Besatzung ergab sich daraufhin in der aussichtslosen Situation. Trotzdem sollte die gesamte Besatzung getötet werden. Die floh daraufhin in Richtung Elbe, um mit Hilfe dort befindlicher Kähne zu fliehen. Diejenigen, denen das gelang, wurden jedoch durch feindliches Kanonenfeuer von auf der anderen Elbseite bei Fermersleben  befindlichen Schanzen getötet. Kein Mitglied der Besatzung überlebte. Nach anderen Angaben gingen Böse und seine Soldaten in Kriegsgefangenschaft.
Am 10. Maijul. / 20. Mai 1631greg. erstürmten die kaiserlichen Truppen dann letztlich die Stadt Magdeburg, die dabei im Rahmen der sogenannten Magdeburger Hochzeit weitgehend zerstört wurde.